# Cecile Rigolle
Cecile Rigolle (Waregem, 6 mei 1924 – aldaar, 19 februari 2017) was een Vlaamse actrice en regisseuse.

## Theater
Rigolle woonde in Waregem en was er onderwijzeres in de gemeentelijke meisjesschool in de Stationsstraat. Ze debuteerde als actrice in lokale theatergezelschappen. Daarnaast ging ze regisseren bij diverse West- en Oost-Vlaamse amateurgezelschappen.

## Televisie
Later werd acteren het beroep van Rigolle. Ze speelde mee op televisie in tientallen films en series, zoals Wij, Heren van Zichem, De Paradijsvogels, De Leeuw van Vlaanderen, Het gezin van Paemel, Alfa Papa Tango, Postbus X, Buiten De Zone, Wittekerke, Aspe, Witse, Eigen Kweek en Auwch.

## Privé
Cecile Rigolle was de weduwe van Frans Damman. Het echtpaar kreeg drie dochters: Bernadette, Katrien en Sofie.